# Feliz
Feliz egy község (município) Brazília Rio Grande do Sul államában, a Caí folyó völgyében. Népességét 2021-ben 13 728 főre becsülték.

## Nevének eredete
A „feliz” boldogságot jelent, és a település nevének eredetét több legenda is magyarázza. Ezek közül az a legismertebb, amelyben 1850-ben Afonso Mabilde mérnök és kísérete utat próbáltak nyitni az erdőkön és Campo dos Bugresen (Caxias do Sul) keresztül Vacaria nagy füves szarvasmarha-tenyésztő mezői felé. A csoport csónakkal akart átkelni a Rio das Antason, azonban egy áradat elvitte a csónakot, a emberek így visszaindultak dél felé, de eltévedtek és napokig bolyongtak a vadonban. Végül rátaláltak egy telepes házára, és így kiáltottak fel: Oh Feliz! Ennek emlékére az új telepet Feliznek nevezték el.

## Története
1846-tól német gyarmatosítók kezdtek letelepedni a térségben; legtöbben a Rajna-vidékről, Pfalzból és Hessen-Darmstadtból érkeztek. A helyet 1875-ben Santa Catarina da Feliz néven São Sebastião do Caí kerületévé nyilvánították. 1888-ban a települést kisvárosi (vila) rangra emelték. 1903-ban átnevezték Júlio de Castilhosra, de 1938-ban visszakapta a Feliz nevet. 1959-ben függetlenedett São Sebastião do Caítól és még abban az évben önálló községgé alakult.

## Leírása
Székhelye Feliz, további kerületei nincsenek. A Caí folyó völgyében, a Gaúcho-hegység előhegyeinél fekszik, 65 kilométerre északra az állam székhelyétől. Gazdasága legnagyobb részét a szolgáltatások teszik ki, de jelen van a mezőgazdaság (füge, eper, guava termesztése, szárnyas- és sertéstenyésztés) és az ipar (kohászat, bútor) is. A községre ma is jellemző a vidéki élet és a német kultúra, építészet, hagyományok, ünnepek (sörfesztivál, Kerbs). Évente megrendezik a Fenamort, a Szeder, Eper és Tejszínhab országos fesztiválját (Festa Nacional das Amoras, Morangos e Chantilly).
1998-ban Feliz első helyen állt Brazíliában az emberi fejlettségi index szempontjából. 2010-es adat szerint itt volt a legalacsonyabb az írástudatlanok aránya Brazíliában (0,95%). 2012-ben Rio Grande do Sul legmagasabb szociális fejlettségi indexű (ISDM) községe volt, Brazíliában pedig az 5. helyet foglalta el.